# Konrad Goebbels
Konrad Goebbels (* 8. August 1893 in Rheydt; † 11. Juni 1949 in Airlenbach) war ein deutscher Publizist und Leiter des nationalsozialistischen Gauverlages für Hessen und Nassau.

## Leben
Konrad Goebbels war der älteste Sohn von Friedrich Goebbels, genannt Fritz (1867–1929) und Maria Katharina geb. Odenhausen (1869–1953). Sein vier Jahre jüngerer Bruder war der Reichspropagandaminister Joseph Goebbels. Hans Goebbels war dessen zwei Jahre jüngerer Bruder.
Zum 1. Dezember 1928 trat Konrad Goebbels der NSDAP bei (Mitgliedsnummer 106.286). Am 13. Dezember 1930 wurde er in Gladbach-Rheydt während einer Versammlung der NSDAP zusammen mit dem ihn begleitenden Arnold Nöhles festgenommen, nachdem Nöhles den Stuckateur Reiners durch einen Schuss tödlich verletzt hatte.

### Zeit des Nationalsozialismus
Im Oktober 1935 wurde er von Max Amann, dem Reichsleiter für die Presse, „zur besonderen Verwendung“ in die Reichsleitung der Presse aufgenommen. Goebbels war auch Leiter des nationalsozialistischen Gauverlages für Hessen-Nassau und hat „während der Nazizeit als NS-Verlagsleiter gewaltsam die bürgerliche Presse im Rhein-Main-Gebiet zugunsten der NS-Presse aufgekauft“.
Während der NS-Zeit war Goebbels Pressechef von Hessen und Herausgeber des Frankfurter Volksblatts.

### Nachkriegszeit
Nach dem Ende des Zweiten Weltkriegs versteckten ihn Familienmitglieder im Odenwald. Um Geld für Lebensmittel zu beschaffen, versuchten sie im Juni 1946, den Lieblingshund von Joseph Goebbels zu verkaufen. Hierbei wurden sie entdeckt; Konrad Goebbels wurde am 11. Juni 1946 in Airlenbach verhaftet. Bei seiner Festnahme soll er gesagt haben: „Ich bin ein Bewunderer meines Bruders und werde bis zu meinem Ende Nationalsozialist bleiben.“ Es kam zu einem Gerichtsverfahren in Erbach, wobei vier Angehörige zu Gefängnisstrafen verurteilt wurden: seine Schwägerin zu 40 Tagen, seine Tochter Elsbeth zu drei Monaten, sein Schwiegervater zu einem Jahr und seine Frau Käthe zu einem Jahr sowie 10.000 RM (entspricht heute etwa 45.000 EUR) Geldstrafe.
Im September 1948 wurde in einem Spruchkammerverfahren festgestellt, Konrad Goebbels habe die Nationalsozialisten ideologisch unterstützt. Er wurde als „Aktivist“ eingestuft und zu vier Jahren Zwangsarbeit verurteilt, wobei ihm seine zweieinhalb Jahre dauernde Untersuchungshaft angerechnet wurde. Goebbels legte Berufung ein, wurde 1949 erneut als Aktivist eingestuft und zu drei Jahren Arbeitslager sowie Einzug von 60 % seines Vermögens verurteilt.
Einen Tag nach seiner Entlassung aus der Lagerhaft starb er am 11. Juni 1949 in Airlenbach oberhalb der Straße nach Beerfelden in der Nähe von Darmstadt an einem Schlaganfall.